# Championnats d'Afrique de judo 1998
Navigation
Édition précédente Édition suivante
Les championnats d'Afrique de judo 1998 se déroulent du 23 au 26 juillet 1998 à Dakar au Sénégal.

## Résultats

### Hommes
| Épreuves          | Or                  | Argent                     | Bronze                           |
| ----------------- | ------------------- | -------------------------- | -------------------------------- |
| Moins de 60 kg    | Omar Rebahi         | Abdelouahed Idrissi Chorfi | Ike Ezenwoke Hamouda Eslam       |
| Moins de 66 kg    | Amar Meridja        | Sami Mekni                 | Tarek Ayad Abdelrahman Yaser     |
| Moins de 73 kg    | Hassen Moussa       | Mourad El Hachimi          | Wahid Hani Nourredine Yagoubi    |
| Moins de 81 kg    | Adil Belgaid        | Lofti Issaoui              | Lyes Cherifi Aboumedan El Sayed  |
| Moins de 90 kg    | Jean-Claude Raphael | Adil Kaaba                 | Ashraf Bahgat Skander Hachicha   |
| Moins de 100 kg   | Bassel El Gharbawy  | Belkacem Hirech            | Mourad Zaghouan Antonio Felicite |
| Plus de 100 kg    | Steve Nguema Ndong  | Ahmed Baly                 | Mohammed Bouaichaoui Slim Agrebi |
| Toutes catégories | Bassel El Gharbawy  | Sami Belgroun              | Slim Agrebi Steve Biwole Abolo   |

### Femmes
| Épreuves          | Or                      | Argent           | Bronze                                   |
| ----------------- | ----------------------- | ---------------- | ---------------------------------------- |
| Moins de 48 kg    | Iman Yousri El Banna    | Tania D'Aguiar   | Dolly Moothoo Leila Zitoune              |
| Moins de 52 kg    | Zineb Ghezal            | Karima Dhaouadi  | Geneviève Nga Onana Khadija El Hamdaoui  |
| Moins de 57 kg    | Rose Marie Kouaho       | Lynda Mekzine    | Louise Stephanie Zeh Khalifa Magda       |
| Moins de 63 kg    | Nesria Traki            | Henriette Möller | Sow Yacine Bilkisu Yusuf                 |
| Moins de 70 kg    | Lea Zahoui Blavo        | Saida Dhahri     | Meriem Adjmi Abdelhamid Nora             |
| Moins de 78 kg    | Marie Michelle St Louis | Ismail Amany     | Akissa Monney Chahla Atailia             |
| Plus de 78 kg     | Heba Hefny              | Samira Chhab     | Sonia Ghorbel Adja Marieme Diop          |
| Toutes catégories | Adja Marieme Diop       | Samira Chhab     | Marcelline Mkegne Marguerite Goualou Yao |

### Par équipes
Des épreuves par équipes, hommes et femmes, se sont déroulées à l'issue des Championnats.
| Épreuves | Or      | Argent | Bronze |
| -------- | ------- | ------ | ------ |
| Hommes   | Tunisie |        |        |
| Femmes   |         |        |        |

## Tableau des médailles
Tableau des médailles individuelles :
| Rang | Nation         | Or | Argent | Bronze | Total |
| ---- | -------------- | -- | ------ | ------ | ----- |
| 1    | Égypte         | 4  | 2      | 7      | 13    |
| 2    | Algérie        | 3  | 3      | 6      | 12    |
| 3    | Tunisie        | 2  | 4      | 5      | 11    |
| 4    | Côte d'Ivoire  | 2  | 0      | 2      | 4     |
| 5    | Maurice        | 2  | 0      | 2      | 4     |
| 6    | Maroc          | 1  | 5      | 1      | 7     |
| 7    | Sénégal        | 1  | 0      | 2      | 3     |
| 8    | Gabon          | 1  | 0      | 0      | 1     |
| 9    | Afrique du Sud | 0  | 2      | 0      | 2     |
| 10   | Cameroun       | 0  | 0      | 4      | 4     |
| 11   | Nigeria        | 0  | 0      | 2      | 2     |
| 12   | Libye          | 0  | 0      | 1      | 1     |